# Бачевац
Бачевац (на сръбски: Баћевац) е село в община Бараево, Белградски окръг, Сърбия.

## География
Селото е разположено край Бачка река, северозападно от село Бараево, югозападно от село Гунцати и североизточно от село Шиляковац.

## Население
Населението на Бачевац възлиза на 1942 жители (2011 г.).
Етнически състав (2002)
- сърби – 1556 жители (95,81%)
- черногорци – 14 жители (0,86%)
- хървати – 6 жители (0,36%)
- македонци – 6 жители (0,36%)
- мюсюлмани – 2 жители (0,12%)
- българи – 1 жител (0,06%)
- други – 4 жители (0,24%)
- недекларирали – 27 жители (1,66%)

По данни от преброяването на населението през 2011 година в селото живеят 2013 жители, 67 от тях са в чужбина (3,3%), а постоянно живеят 1932 жители. 717 домакинства са разположени в 1555 жилища.